# ساختمان بانک ملی
ساختمان بانک ملی مربوط به دوره قاجار است و در ماکو، خیابان بانک ملی واقع شده و این اثر در تاریخ ۳ اسفند ۱۳۷۷ با شمارهٔ ثبت ۲۲۱۵ به‌عنوان یکی از آثار ملی ایران به ثبت رسیده است.